# ألان وات
ألان وات (بالإنجليزية: Alan Watt)‏ هو دبلوماسي أسترالي، ولد في 13 أبريل 1901 في Croydon, New South Wales ‏ في أستراليا، وتوفي في 18 سبتمبر 1988 في Aranda, Australian Capital Territory ‏ في أستراليا.

## وصلات خارجية
- ألان وات على موقع مونزينجر (الألمانية)